# Hälso- och sjukvård

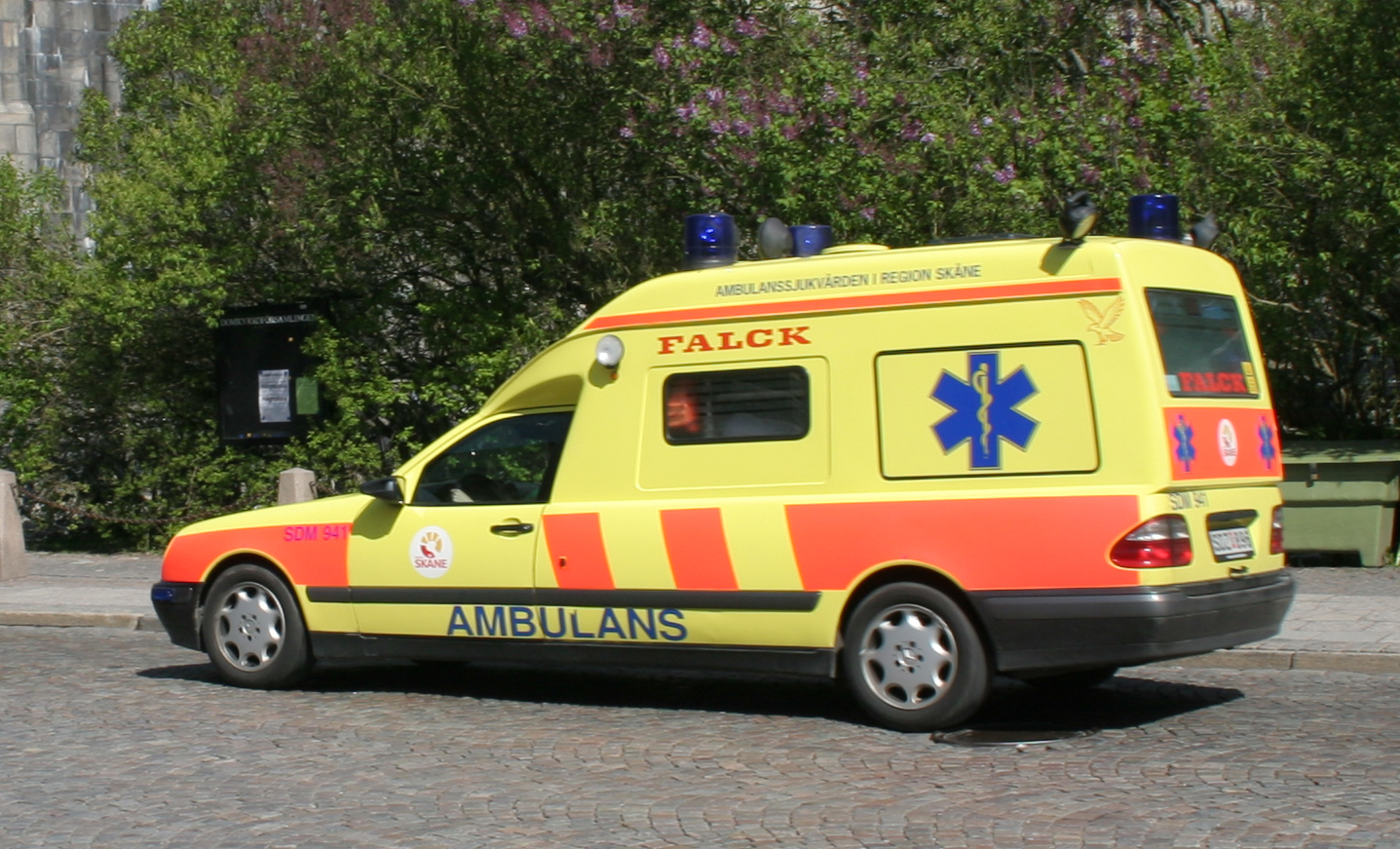
Ambulansfordon.

Hälso- och sjukvård är verksamheter där man professionellt omhändertar sjuka och skadade samt åtgärder för att förbättra människors hälsa. Det är åtgärder för att förebygga, utreda och behandla sjukdomar och skador, och omfattar därför såväl sjukvården som hälsovården.  För lättare sjukdomar och skador kan vuxna i allmänhet vårda sig själva. Det benämns då egenvård.

## Hälso- och sjukvårdens organisation i Sverige
I Sverige bedrivs hälso- och sjukvården främst av regionerna. Regionfullmäktige beställer den omfattning som vården skall ha inom regionen och fastställer kostnaden för den beställda vården. Verkställigheten styrs av nämnder och styrelser som tillsätts med representanter från de politiska partierna enligt valresultatet. Men det finns också privata alternativ, som är anslutna till den skattefinansierade hälso- och sjukvården. Det är även i Sverige tillåtet med sjukvård i privat regi. Privata sjukhus kan ta emot patienter vars vård betalas av något region, av patienten själv eller genom en privat sjukvårdsförsäkring som patienten tecknat.
Sjukvård bedrivs som öppen eller sluten vård. Öppen vård innebär att den sjuke inte blir inlagd på en vårdavdelning, utan undersöks och behandlas på till exempel en sjukhusmottagning eller en vårdcentral. Den andra vårdformen, den slutna, avser vård med en patient som är inskriven på en klinik. I takt med den tekniska utvecklingen på vårdområdet har behovet av sluten vård minskat.
Många enklare undersökningar och behandlingar kan också utföras på vårdcentralerna, som samarbetar nära med sjukhusklinikerna. Tydligast framgår möjligheterna till samverkan mellan egenvård-primärvård och sluten sjukhusvård vid fall med s.k. hemsjukvård. Sjuka kan idag få intravenösa behandlingar i hemmet med hjälp av distriktssköterskor. Likaså har många njursjuka fått dialysapparater som de sköter själva.
Andra viktiga områden inom sjukvården är exempelvis Prehospital vård (med bland annat Ambulanssjukvården), samt Rehabilitering. Även i dessa områden förekommer både offentliga och privata utförare av vården.
I det svenska sjukvårdssystemet är ansvaret för hälso- och sjukvården delat mellan stat, region och kommun.  Hälso- och sjukvården regleras i hälso- och sjukvårdslagen (HSL), men inom en rad områden finns speciallagstiftning som, tillsammans med Socialstyrelsens föreskrifter, är styrande för verksamheten.

### Staten
Staten är ansvarig för den övergripande hälso- och sjukvårdspolitiken samt, via Socialstyrelsen, för tillsynen av all hälso- och sjukvård i riket. Sedan 2013 är Inspektionen för vård och omsorg, IVO, ansvarig för tillsynen.

### Region
Regioner ansvarar för att organisera vården så att alla medborgare har tillgång till en god vård.

### Kommunerna
Kommunerna ansvarar för vård av äldre samt stöd och service till dem som är färdigbehandlade och utskrivna från sjukhusvård. Kommunerna ansvarar också för boende, sysselsättning och stöd till dem med psykiska funktionsnedsättningar.

### Hälso- och sjukvårdens tre nivåer
Det finns nio regionsjukhus, omkring 70 läns- och länsdelssjukhus samt drygt 1 000 vårdcentraler. Detta ger tre nivåer:
- Regionsjukvård
- Länssjukvård
- Primärvård

## Sjukvård i Europa
Enligt ett direktiv från europeiska kommissionen har alla europeiska medborgare rätt till akut/omedelbar sjukvård i flertalet av de andra europeiska länderna. Detta gäller för närvarande följande länder: Belgien, Danmark, Finland, Frankrike, Grekland, Holland, Irland, Italien, Norge, Polen, Portugal, Rumänien, Ryssland, Slovenien, Spanien, Storbritannien, Sverige, Tyskland, Ungern, Österrike.